# Chanteheux
Chanteheux é uma comuna francesa na região administrativa de Grande Leste, no departamento de Meurthe-et-Moselle. Estende-se por uma área de 5,79 km². Em 2010 a comuna tinha 2 192 habitantes (densidade: 378,6 hab./km²).